# 玉屋柳勢
玉屋 柳勢（たまや りゅうせい）は、落語家の名跡。過去には春風亭 柳勢（しゅんぷうてい りゅうせい）としても名乗った。当代は六代目。
この名跡は、端唄「えんかいな」の一節、
から取られたと言われている。

柳派定紋「花菱」

当代が襲名するまで百年近く名乗る者なく途絶えていた名跡だった。
歴代
- 初代玉屋柳勢 - 天保から弘化の人物。
- 二代目玉屋柳勢 - 嘉永から安政の人物。初代目春風亭柳枝の弟で柳松から柳馬を経て二代目柳勢となった。
- 玉屋柳勢 - 後∶春風亭菊枝
- 二代目？玉屋柳勢 - 明治中期の人物、三代目麗々亭柳橋の門人に柳蛙が二代目柳勢を名乗った。字名「ズイコ」という。
- 玉屋柳勢 - 後∶八代目土橋亭里う馬
- 春風亭柳勢 - 本項にて記述。
- （亭号不明）柳勢 - 前代と次代にもう一人いた模様で詳らかではない。
- 六代目玉屋柳勢 - 当代

春風亭 柳勢は、落語家。本名は石井 栄次郎。天狗連出身で三代目春風亭柳枝門下で五代目柳亭左楽の最初の師匠。それ以外は不明。

## 備考
柳家三三が、2006年の真打昇進の時に襲名を薦められた名前でもあるが、三三は断ってそのままの名前で真打に昇進した。